# Lubań
Lubań (in tedesco: Lauban) è una città della Polonia sud-occidentale (Bassa Slesia), con 22 392 abitanti nel 2004. La città è capitale del distretto di Lubań.
La città è situata nel voivodato della Bassa Slesia dal 1999, mentre dal 1975 al 1998 ha fatto parte del voivodato di Jelenia Góra. Lubań è stata un membro della Lega delle Sei Città dell'Alta Lusazia.

## Amministrazione

### Gemellaggi
- Löbau, Sassonia, Germania